# Byttneria oligantha
Byttneria oligantha är en malvaväxtart som beskrevs av Arenes. Byttneria oligantha ingår i släktet Byttneria och familjen malvaväxter. Inga underarter finns listade i Catalogue of Life.